# Todd Armstrong
Todd Armstrong (John Harris Armstrong; 25 de julio de 1937 - 17 de noviembre de 1992) fue un actor estadounidense que apareció en diez películas y varias series de televisión. Es conocido por interpretar el papel principal en el clásico de culto Jasón y los argonautas (1963), después de lo cual su carrera decayó rápidamente y se suicidó con una pistola.

## Trayectoria Artística
Todd Armstrong nació en St. Louis, Misuri, EEUU, el 25 de julio de 1937, el tercero de tres hijos. Tenía dos hermanos mayores, Joan y Jeffrey. Sus padres fueron Louise Armstrong (de soltera McClelland) y Harris Armstrong (nacido en 1899), un arquitecto muy conocido que diseñó muchos monumentos civiles en St. Louis, como The Shanley Building  en 7800 Maryland Avenue en Clayton.
En 1956, Armstrong se graduó de Ladue High School y se mudó a California y se formó en teatro en la prestigiosa escuela de interpretación de Pasadena, donde cambió su primer nombre a Todd. Se graduó en 1958 con compañeros de clase como los actores Dustin Hoffman y Gene Hackman.
Su primer y más destacado papel principal en una película fue interpretar al personaje principal en Jasón y los argonautas (1963) .
Armstrong "se casó con un pianista y se estableció en las Islas Vírgenes". En 1992, sufrió una lesión mientras trabajaba y pronto se volvió adicto a los analgésicos lo que lo deprimió y llevó al suicidio.

## Filmografía
- Manhunt(1961, 13 episodios) ....Detective Carl Spencer
- Walk on the Wild Side (1962) .... Lt. Omar Stroud
- Five Finger Exercise  (1962) .... Tony Blake
- Jason and the Argonauts  (1963)
- King Rat (1965) .... Tex
- The Silencers (1966) .... Guardia
- Scalplock (1966, película de TV) .... Dave Tarrant
- Dead Heat on a Merry-Go-Round (1966) ....Alfred Morgan
- Winnetou and Old Firehand (1966) ....Tom
- A Time for Killing .... (1967) Lt. 'Pru' Prudessing
- Gunsmoke .... (1 episodio, 1968) John Wing
- Nakia .... (1 episodio, 1974)
- Hawaii Five-O  (1 episodio, 1975) Curt Anderson
- The Greatest American Hero (1 episodio, 1982) .... Ted McSherry
- Shackleton (1983, película de TV).... Raymond Shackleton